# Greaca
Greaca es una comuna ubicada en el distrito de Giurgiu, Rumania.

## Superficie
Cuenta con una superficie de 32,70 kilómetros cuadrados.

## Demografía
Hasta 2021 la población era de 2148 habitantes, con una densidad de población de 65,69 habitantes por kilómetro cuadrado.